# Cankova (plaats)
Cankova (Hongaars: Vashidegkút, Duits: Kaltenbrunn) is een plaats in Slovenië en maakt deel uit van de gelijknamige gemeente in de NUTS-3-regio Pomurska. De plaats telde 416 inwoners op 1 januari 2020.